# Cesare Nani

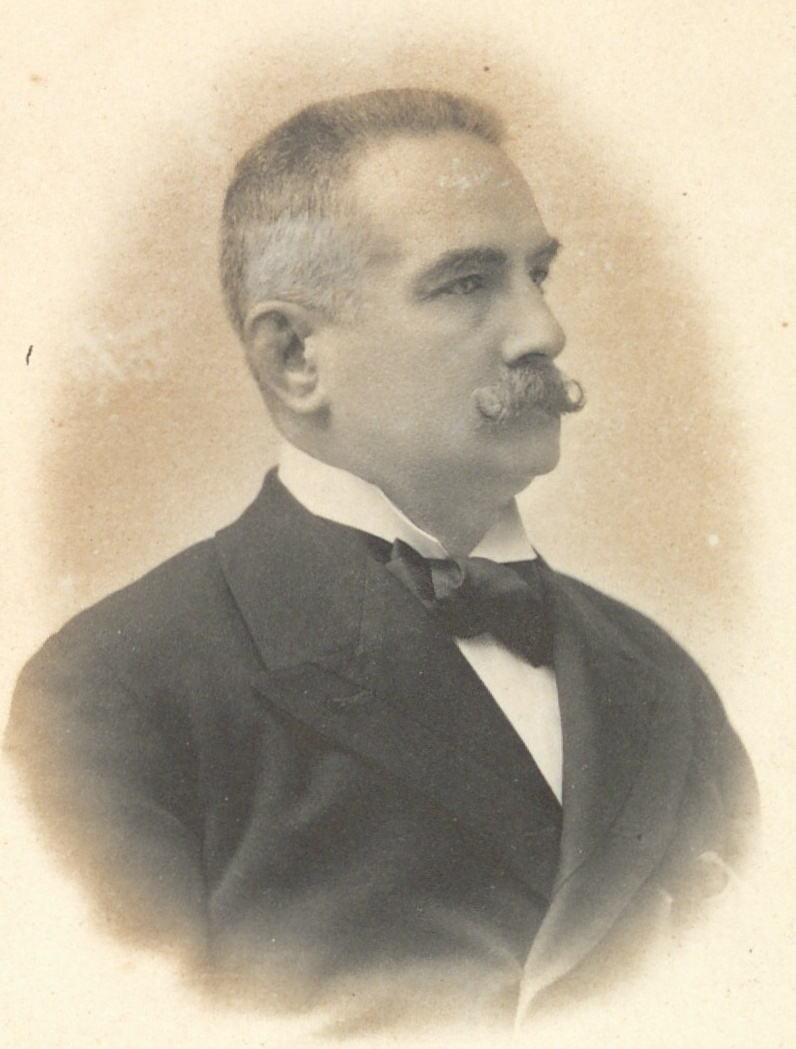
Cesare Nani

Cesare Nani (* 28. August 1848 in Salussola; † 2. Juni 1899 in Turin) war ein italienischer Dozent, Historiker und Jurist.

## Leben und Wirken

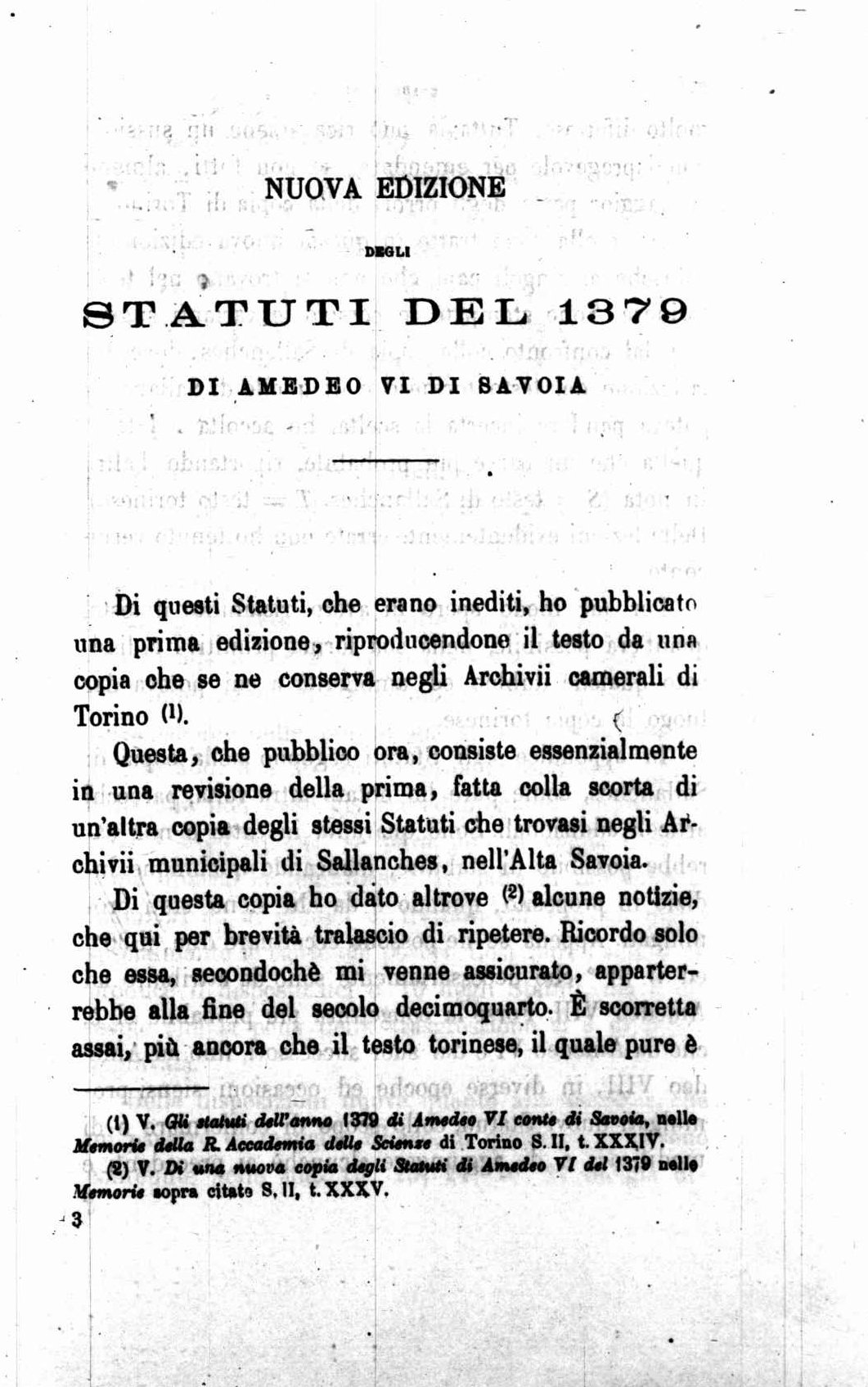
Nuova edizione degli statuti del 1379 di Amedeo VI di Savoia, 1884

Nachdem er das Gymnasium abgeschlossen hatte, zog Nani nach Turin, wo er seinen universitären Abschluss in Jura an der Universität Turin machte. Das kulturelle Ambiente der piemontesischen Hauptstadt und die Modernisierung der bürgerlichen Gesellschaft wecken sein Interesse und lenken ihn beruflich in die Richtung des Handelsrechts. Dies zeigt sich auch in einem seiner ersten Werke, Studi di diritto ferroviario (Bologna 1876–77), mit welchem er zugleich einen Wettbewerbs für Doktoranden an der Universität Turin gewann, wo er schließlich im Jahr 1878 zum ordentlichen Professor der italienischen Rechtsgeschichte berufen wurde.
Dies war eine wichtige Position, welche noch ausgeweitet werden sollte. Der damalige Rektor Michele Lessona wollte gemeinsam mit der restlichen Universitätsleitung das dozierende Personal mit jüngeren Mitarbeitern besetzen. Auf der anderen Seite folgte Nani nun auf Giuseppe Albini, welcher ein Jahr zuvor verstorben war und auf das noch größere Erbe des piemontesischen und italienischen Rechtswissenschaften, Federico Sclopis.
Nach seinem Eintritt in die turinesische Intellektuellenszene, wird er 1880 ordentliches Mitglied der Königlichen Akademie der Wissenschaft, um schließlich vom 29. Juni 1897 bis zu seinem Tod den Posten des Klassensekretär im Bereich Geschichte und Philosophie einzunehmen. In der Akademie selbst konzentrierte er sich in seinen Studien in erster Linie auf das mittelalterliche Recht Piemonts. Seine Studien werden bis heute als Referenzpunkt genommen, um die alte Gesetzgebung der Savoyer zu rekonstruieren. In dieser Zeit veröffentlichte er seine als am bedeutendsten angesehenen Werke, die ihn, durch sein historisches Wissen, philologische Disziplin und das direkte Studium von Manuskripten, zu einem würdigen Nachfolger von Sclopis machten. Unter diesen Werken befinden sich unter anderem die Studi di diritto longobardo (Turin 1877–78), Gli Statuti di Pietro II conte di Savoia (1881) und Gli Statuti dell'anno 1379 di Amedeo VI conte di Savoia (1882), die letzten enthalten in den Memorie della reale Accademia.
In den folgenden Jahren konzentrierten sich seine Studien auf Privatrecht, in denen er die Idee der Aktualität des römischen Rechts unterstütze und somit ebenfalls die Thesen der Historischen Rechtsschule von Friedrich Carl von Savigny und Georg Friederich Puchta bestätigte. Das Ergebnis seiner Recherche wurde zu einem der bedeutendsten Werke der Jahrhundertwende: Il socialismo nel codice civile (1892).
Die Leidenschaft für das Rechtsstudium und seine Karriere als Dozent verleiteten Nani dazu, ein Handbuch zur Geschichte des Rechts zu schreiben, welches im Jahr 1902 nach seinem Tod von seinem Schüler Francesco Ruffini unter dem Titel Storia del diritto privato italiano herausgegeben wurde. Der Inhalt des Werkes, welches in zwei der wichtigsten Bereiche des Rechts aufgeteilt wurde, den der Person und den der Dinge, wurde von diversen anderen Handbüchern aus dieser Zeit aufgenommen, unter anderem von Antonio Pertile, Francesco Schupfer und Giuseppe Salvioli. Auch Ruffini erwähnte das Werk als das Ergebnis eines Experiments Nanis aus einer Studien-Phase, die mit großer Leidenschaft und Inbrunst durchgeführt worden waren.
An der Turiner Universität war er von 1897 bis 1898 Präsident der Rechtsfakultät und Rektor der Universität im darauf folgenden Jahr. Zudem förderte er Übungsinstitut der Rechts-, Sozial- und Politikwissenschaften, welches zwischen 1882 und 1883 gegründet wurde und dessen erster Direktor er war. Einer seiner, auch international, bekanntesten Schüler war Luigi Einaudi.
Nani starb nach langer Krankheit am 2. Juni 1899 in Turin.

## Werke
- Studi di diritto ferroviario, Bologna 1876–77.
- Studi di diritto longobardo, Torino 1877–78.
- Gli Statuti di Pietro II conte di Savoia, in Memorie della reale Accademia, 1881.
- Gli Statuti dell’anno 1379 di Amedeo VI conte di Savoia, in Memorie della reale Accademia, 1882.
  - Neue Edition der Statuten aus dem Jahr 1379 von Amedeo VI di Savoia, Torino, Fratelli Bocca, 1884.
- Il socialismo nel codice civile, 1892.
- Storia del diritto privato italiano, a cura di Francesco Ruffini, 1902.